# Braunedlkogel

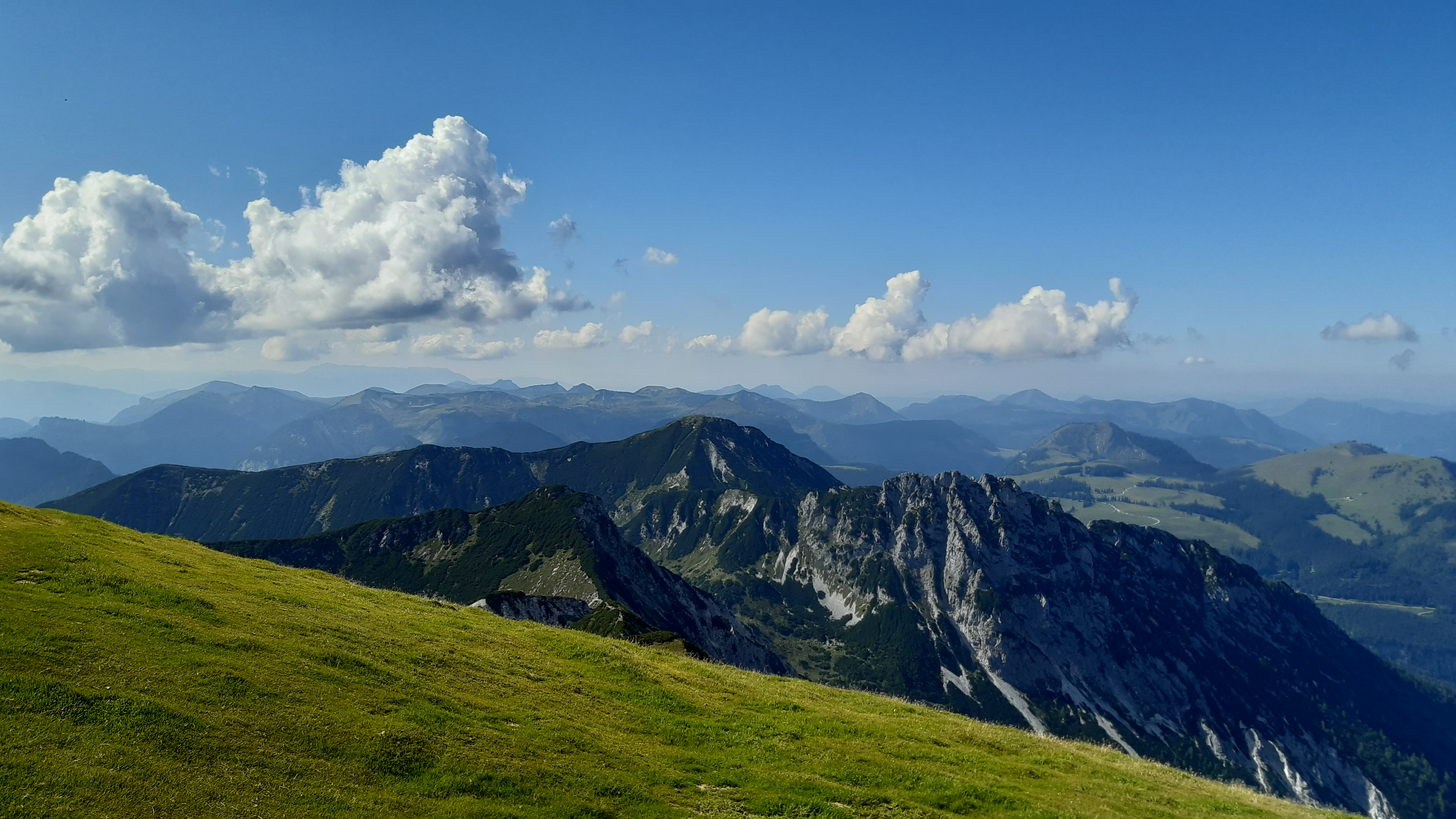
Braunedlkogel vom Gamsfeld aus gesehen

Der Braunedlkogel ist ein 1894 m ü. A. hoher Berg in den Salzkammergut-Bergen, Gamsfeldgruppe, im österreichischen Bundesland Salzburg, in der Region Flachgau. Er befindet sich unweit der Grenze zu Oberösterreich.
Der Braunedlkogel ist der höchste Berg im Salzburger Flachgau, Bezirk Salzburg Umgebung. Der Grenzverlauf zwischen der Gemeinde Strobl (Flachgau) und der Gemeinde Abtenau (Tennengau) verläuft genau am Gipfelgrat.